# Hochzeitsstrudel und Zwetschgenglück
Hochzeitsstrudel und Zwetschgenglück ist ein deutscher Fernsehfilm von Thomas Kronthaler aus dem Jahr 2020 mit Fanny Krausz und Daniel Gawlowski in den Hauptrollen. Der Film wurde im Auftrag der ARD-Degeto und des BR durch die Maze Pictures GmbH produziert und im Rahmen der Reihe Endlich Freitag im Ersten am 20. November 2020 erstmals im TV ausgestrahlt.

## Handlung
Hanna erbt unerwartet den halben Anteil eines Bauernhofes ihrer Großmutter Berta in Niederbayern. Doch die Bedingungen im Testament sind nur schwer zu erfüllen und bringen die junge Münchnerin für vier Wochen zurück in ihre ehemalige Heimat. In dieser Zeit muss sie den Hof gemeinsam mit ihrem Cousin Max bewirtschaften. Außerdem muss sie jede Nacht dort schlafen, ansonsten geht das gesamte Erbe an die Kirche. Die Bedingungen werden streng von Pfarrer Brenner überwacht. Hanna muss nun nicht nur der Arbeit am Hof gerecht werden, sondern auch ihre Verpflichtungen in München erfüllen. Dort ist sie gerade dabei in die Kaffeebar von Alex einzusteigen, mit dem sie nicht nur beruflich verbunden ist.
Alex besucht sie auf dem Bauernhof und ist wenig angetan vom Schweinegeruch und den Menschen der Gegend. Bei ihrem nächsten Besuch in München sagt er ihr, dass der Hof und diese Leute nicht zu ihnen passen würden. Hanna sieht ihn lange an und weist darauf hin, dass sie dort aufgewachsen ist.
Max findet unterdessen einige Briefe auf dem Dachboden der verstorbenen Großmutter, die klar darauf hindeuten, dass Lorenz nicht ihr leiblicher Vater ist. Als Hanna ihre Mutter danach fragt, gibt diese zu, dass sie ein kurzes Liebesglück mit einem gewissen Wolfgang hatte; sie hat allerdings bisher nicht gewusst, dass ihr Mann und dessen Mutter immer davon wussten. Die beiden liebten Hanna wie ein eigenes Kind und Enkelkind. Mit ihrer kleinen Halbschwester fährt Hanna nach München und will das Erbe aufgeben, da sie nun nicht mehr die Enkelin der verstorbenen Großmutter Bertha sei. Ihre Freundin will sie allerdings unterstützen und für sie in München im Café aushelfen, damit Hanna doch noch ihr Erbe antreten kann und dieses nicht an die Kirche fällt. Max will sie auf dem Hof unterstützen. Er ist nicht mehr ihr Cousin und verliebt in sie.
Lorenz, der Vater ihrer kleinen Schwester, hatte einen Herzinfarkt, und Hanna holt ihre Schwester von Passau ab. Hanna hat Geburtstag und ist traurig darüber, dass nur ihre Freundin aus München daran gedacht hat und ihr per Telefon gratulierte. Aber auf dem Hof angekommen sieht sie, dass sie sich geirrt hatte, denn Max hat eine Überraschungsparty organisiert. Zum Schluss gibt es noch ein Video von der Großmutter, die ihr nochmals ihre Liebe bestätigt, und Hanna und Max erben den Hof zu gleichen Teilen. Ihre Mutter hat ihr auch inzwischen verziehen, dass Hanna ihr Jurastudium abgebrochen hat, um Kuchen und Torten für andere zu backen. Hanna und Max werden den Hof bewirtschaften, und Hanna wird zudem ein kleines Café betreiben, da ihre Mutter, die Anwältin ist, ihr aus dem Vertrag in München heraus helfen will, weil die Unterschrift unter dem Vertrag nicht von ihr, sondern von ihrer Freundin stammte.

## Hintergrund
Als Vorlage für den Film diente der gleichnamige, 2013 erschienene Roman von Angelika Schwarzhuber. Die Dreharbeiten fanden vom 9. Juli bis zum 7. August 2019 an Drehorten in Niederbayern und in München statt.

## Rezeption
„Die Verfilmung […] pilchert bisweilen heftig, amüsiert aber mit urigen Mundartdialogen“ meinten die Kritiker der Fernsehzeitschrift TV Spielfilm und bewerteten diese mit dem Daumen nach oben.
Die Erstausstrahlung von Hochzeitsstrudel und Zwetschgenglück am 20. November 2020 wurde in Deutschland von 5,52 Millionen Zuschauern gesehen und erreichte einen Marktanteil von 16,9 Prozent für Das Erste.